# 육군 헌병감실 축구단
육군 헌병감실 축구단은 육군 소속 축구단으로 실업축구에 참가하였다. 1953년 창단되어 1950-60년대 주요 군 소속 축구단이었다.

## 역사
언론 기사에 의하면 1955년까지는 헌병사령부 축구단으로 불리우다가 1956년부터 육군 헌병감실 축구단으로 불렸는데 1955년까지 국방부 직할부대인 헌병사령부에 있던 축구단이 1956년에 육군 헌병감실로 이관이 된 것으로 추정된다.
한편 헌병사령부는 1960년 10월에 해체되었다.
1965년 육군 헌병감실 축구단은 육군 병참단 축구단을 제외한 육군의 주요 축구단들이었던 육군 특무부대 축구단, 육군 공병단 축구단 등과 한께 공병단 축구단을 위주로 통합이 되어 단일팀으로 흡수되었다. 1968년말 이 후  재정상의 문제로 두 구단이 통합하게 되어 자연스럽게 육군을 대표하는 하나의 축구단이 만들어진다.
그 후 이 축구단이 계속해서 원호단, 충의, 1983년부터 웅비 등으로 변경되며 1984년 국군체육부대로 3군 축구단이 통합하며 상무 축구단일 될때까지 이어지게 된다.

## 같이 보기
- 육군 특무부대 축구단
- 육군 첩보부대 축구단
- 육군 병참단 축구단
- 육군 공병단 축구단
- 육군 축구단
- 해군 축구단
- 공군 축구단
- 국군체육부대
- 상주 상무 축구단